# Alexandru I Aldea
Alexandru I Aldea (n. 1397, România – d. 25 iunie 1436, Țara Românească, România) domn, al Țării Românești între februarie/martie 1431 - decembrie 1436, este fiu, probabil natural, al lui Mircea cel Bătrân. Aldea a ocupat tronul cu ajutorul lui Alexandru cel Bun, domnul Moldovei, nume pe care l-a luat ca domnitor.

## Biografie
Împrejurările ca și data suirii pe tron sunt necunoscute. Cert este că primul act cunoscut dat de voievod provine din  data de 14 iulie 1431. Având în vedere faptul că în februarie același an Sigismund de Luxemburg cheamă la negocieri pe Vlad Dracul pentru a-l ține ca variantă la tron, așa cum se va vedea mai jos, este posibil ca suirea pe tron a lui Alexandru I să fie legată de acestă perioadă.
Chiar în vara lui 1431, Alexandru voievod este nevoit să facă față unei puternice ofensive otomane. Nevoia disperată de ajutor din partea aliaților săi este evidentă din numărul și conținutul scrisorilor trimise brașovenilor. Într-o scrisoare spune „[...] Așa să știți că turcii au năpădit la Dunăre prin toate vadurile și vin împotriva țării să prade și să jefuiască; și grăbiți-vă cât mai iute, ziua și noaptea, să-mi veniți în ajutor; căci dacă nouă ne va fi rău, vouă are să va fie și mai rău, și cât puteți, grăbiți-vă; câtă oaste puteți ridica în grabă, să vie; iar câtă nu este gata, o veți trimite în urmă. Să sosească iute. Altfel să nu faceți [...]“, iar într-alta „[...] dacă e să mă ajutați, veniți mai iute, căci turcii sunt pe drum de sâmbătă; și grăbiți-vă pe drum, căci hrana vă va veni și mai pe urmă. Iar dacă nu vreți să veniți, spuneți-mi, ca să știu ce să fac [...]“. Ajutorul a venit, atât din partea brașovenilor, cât și din partea ocrotitorului său domnul moldovean, însă târziu și insuficient. Probabil nu s-au dat lupte, sigur este că a încheiat un armistițiu. Chiar din spusele domnului reiese că s-a dus de s-a închinat la poartă, reluând plata haraciului, dând 20 de fii de boieri zălog, în schimb, salvând 3000 de robi: „[...] știi dumneata cum m-am dus la Murat împăratul și cum m-am jurat cu el și cum am vorbit cu el; toate le-am dat de știre cu groază domniei voastre; am făcut ce-am făcut și m-am dus și m-am dus la el și am dat [zălog n.t.] copii boierești acolo [...]“ (pasaj dintr-o scrisoare către Ștefan Rozgony, șpanul Timișoarei).
Această politică va atrage neîncrederea regalității maghiare însă, probabil datorită sprijinului acordat de Alexandru cel Bun, nu a intervenit pentru înlăturarea domnului. Totuși ca să facă presiune chiar în același an Sigismund de Luxemburg l-a chemat la Nürnberg pe Vlad Dracul, pregătindu-l pentru preluarea domniei.
Acest lucru va atrage atenția domnitorului care se va plânge în repetate rânduri brașovenilor cum că „[...] domnul craiul nu-l ține pre el cum a ținut pe Dan voievod, ci l-a luat drept fiu de suflet [...]“. Totuși nici brașovenii nici sibienii nu îl girează cu încrederea lor, acesta încercând în fel și chip să le câștige bunăvoința, așa cum rezultă din mai toate scrisorile adresate acestora afirmând că „[...] nici țara domnului meu, craiul, nu va avea liniște. Fiindcă am stătut contra păgânilor, voi mi-ați scornit vorbă că m-am dat turcilor; dar noi slujim domnului nostru, craiul, și sfintei coroane și cine va minți... [urmează un blestem n.t.]. Eu m-am dus la turci, dar nu de voia mea și am făcut liniște țării cât a rămas și vouă tuturor [...]“ sau „[...] Noi slujim domnului craiu și sfintei coroane și să dea Dumnezeu să se apropie domnul craiu, să stăm dinaintea lui [...]“.
În primăvara anului următor, când are loc o ofensivă otomană în Transilvania, condusă de Sarzi, beglerbeg de Rumelia și Hamza beglerbeg de Anatolia, la care el, ca vasal, era obligat să ia parte. Pentru a arăta bunele sale intenții, Alexandru voievod dă de știre lui Ștefan Rozgony, și prin el regelui maghiar, ba mai mult, îl anunță că, în momentul în care va sosi armata maghiară și odată cu ea și pretendentul turc Daud Celebi, îl va părăsi pe sultan și va face chiar ca o parte din oastea acestuia să treacă alături de pretendentul amintit justificând trădarea prin faptul că „[...] de multe ori m-au înșelat turcii pe mine acum vreau să le fac și eu tot așa; pe Dumnezeul meu că nu va rămânea nici sămânță de ei [...]“. Din nefericire aceste vorbe, întărite cu jurăminte pe ocina lui, pe credința lui și pe capul lui, râman doar vorbe. Înfruntarea a avut loc înainte de 24 iulie, Sigismund de Luxemburg este înfrânt, iar în Transilvania turcii au pustiit cumplit Țara Bârsei. Nu se știe cum a rămas cu cele spuse dar Celebi a rămas pretendent la scaunul sultanilor, iar domnul muntean s-a bucurat de și pe viitor de sprijinul Înaltei Porți.
La sfârșitul aceluiași an, Alexandru cel Bun moare, lăsând mai mulții fii dornici de domnie iar Moldova pradă războaielor fraticide. Alexandru I Aldea participă și el la conflict dând sprijin militar lui Ștefan al II-lea.
După aceste evenimente se pare că s-a instalat o perioadă de acalmie în țară. Domnitorul face danii însemnate pentru mănăstiri, obicei pe care îl avea, probabil, încă de dinaintea suirii pe tron căci la Mănăstirea Cutlumuș de pe Muntele Athos există un document datat 1428 prin care un boier Aldea din Țara Românească dă mertic anual [?] ughi (este greu de spus dacă acest Aldea este același cu viitorul voievod Alexandru I). La fel ca și fratele său Radu al II-lea Prasnaglava nu a bătut monedă, sau nu sunt cunoscute emisiuni monetare din timpul domniei lor.
Sfârșitul domniei este legat probabil de expediția lui Vlad Dracul din 5 septembrie 1436. Ajutat de o armată maghiară și având partizani printre boieri, acesta trece munții și se ciocnește cu Aldea și cu turcii. Nu știm care a fost rezultatul luptei; un document contemporan, din 17 noiembrie, vorbește de „mulțimea nenumărată” de robi pe care au luat-o turcii. La începutul anului 1437, domn în Țara Românească era Vlad Dracul; la 20 ianuarie el confirmă, din Târgoviște, niște moșii, iar la 24 ianuarie întărește brașovenilor vechiul lor privilegiu de comerț. Există versiunea că tentativa din toamna lui 1437 a eșuat și că Alevandru voievod ar fi murit de boală la sfârșitul anului, până în sărbători.
Nu poate fi precizat dacă domnitorul Alexandru I, a participat la acele lupte, sau dacă mai trăia în acel moment, cunoscut fiind faptul că au existat două zvonuri cu privire la boala și la moartea lui, unul din noiembrie - decembrie 1431 altul din iulie 1435. În ambele ocazii Vlad Dracul era gata să intre în țară și numai faptul că au fost zvonuri false l-au înpiedicat să ia tronul. Sigur este faptul că Alexandru (Aldea) din acel moment nu mai apare ca fiind în viață în nici un alt document ulterior.